# 20478 Rutenberg
A 20478 Rutenberg (ideiglenes jelöléssel 1999 NJ20) a Naprendszer kisbolygóövében található aszteroida. A LINEAR projekt keretében fedezték fel 1999. július 14-én.